# Crissier
Crissier és un municipi del cantó suís del Vaud, situat al districte de l'Ouest lausannois.